# Biagio Augusto Zaffiri
Biagio Augusto Zaffiri (Castiglione Torinese, 10 agosto 1897 – Cirié, 16 dicembre 1968) è stato un militare italiano, insignito della medaglia d'argento al valor militare durante la prima guerra mondiale, partigiano combattente nella guerra di liberazione (1943-1945) e insignito della croce di guerra al merito.

## Biografia
Trasferitosi con i genitori a Cirié, frequenta dal 1911 al 1914 il Corso Superiore di Scultura alla Regia Accademia Albertina di Belle Arti di Torino e diviene un ottimo scultore in legno.
Chiamato alle armi nel maggio 1916, viene destinato al 7º Reggimento Bersaglieri, in volontaria sostituzione di un padre di famiglia. Divenuto Caporale, viene scelto per la Scuola Allievi Ufficiali e trasferito al 120º Reggimento Fanteria, dove assume il comando di un Plotone e nel settembre 1917 viene inviato in zona di guerra, nel Carso. Il 26 ottobre 1917, presso il cosiddetto ponte dell'Osteria vicino a Gorizia, mentre la maggior parte delle Truppe fugge dopo la rotta di Caporetto, Zaffiri conduce esemplarmente il Plotone al suo comando nonostante il pesante fuoco nemico: ferito una prima volta da schegge di granata, mantiene il comando fino a quando viene nuovamente ferito in modo grave alla gamba destra. Portato all'ospedale di Udine, viene fatto prigioniero il 30 ottobre. Attraverso dolorosi trasferimenti, viene internato nel campo di prigionia di Mauthausen che diventerà tristemente famoso vent'anni dopo. Subisce otto interventi chirurgici (che gli procureranno un'anchilosi permanente della gamba destra ma gli salveranno l'arto) e sopravvive a stento alle durissime condizioni del campo.
Finita la guerra, viene rimpatriato nel novembre 1918. Viene promosso Tenente e, per le gravi ferite riportate, collocato in Congedo Assoluto con Pensijne di Guerra a vita. Il 19 marzo 1919 si sposa con Domenica Casassa, da cui avrà quattro figli (Evaldo, nato morto, Osvaldo - noto anestesista -, Ersilio - architetto - ed Enore Zaffiri - musicista). Nel 1922 viene riassunto in servizio presso il Reggimento Nizza Cavalleria. Nel 1925 viene trasferito al Distretto Militare di Torino, diventando Capitano nel 1930. Divenuto vedovo nel 1936, l'anno seguente si risposa.
Nel 1941, con il grado di Maggiore, viene incaricato di dirigere il cosiddetto Dopolavoro delle Forze Armate. In quel periodo scrive parecchi testi poetici, alcuni dei quali vengono musicati (taluni anche dal figlio Enore) e rappresentati sia in teatro che alla radio, con buon successo di pubblico e di critica. Promosso Tenente Colonnello nel 1942, dopo l'8 settembre 1943, non ricevendo alcun ordine dai Comsndi Superiori, organizza la fuga dei "suoi" Soldati dai tedeschi e nasconde le armi. Diventa il primo combattente clandestino delle valli di Lanzo, Comandante dapprima la formazione "Val di Lanzo" e poi quella locale della "Missione Guido".
Dopo la guerra, viene nominato Comandante del Deposito del 22º Reggimento Fanteria e nel 1952 viene inviato a Trieste, allora territorio Libero occupato dagli Alleati, per una delicata missione informativa. Nel 1953 viene promosso Colonnello e nel febbraio dello stesso anno lascia il Servizio Attivo.
Fonda nel 1956 la Sezione Bersaglieri di Cirié e delle Valli di Lanzo (intitolata alla M.O.V.M. colonnello Scognamiglio) e si dedica alla realizzazione di un ampio complesso di opere sacrarie al Pian della Mussa, nell'alta Val d'Ala, comprendenti, tra l'altro, la bella "Madonna del Bersagliere" realizzata dallo scultore Ruffini di Cremona.
Il 1º gennaio 1961 viene promosso Generale di Brigata e iscritto nel Ruolo d'Onore. Nel luglio dello stesso anno gli viene attribuita la commenda dell'ordine della Repubblica Italiana. Nel 1964 compaiono le prime avvisaglie di un blocco atrio-ventricolare che, nonostante l'applicazione di un pacemaker e assidue cure, ne causa la morte il 16 dicembre 1968. Viene sepolto nel cimitero di Cirié.
Nel 1996 gli viene dedicata una via nella città di Cirié.